# Кубань (Орловский район)
Кубань — упразднённый посёлок в Орловском районе Орловской области России. Входил в состав Лавровского сельского поселения. Упразднён в 1999 году.

## География
Посёлок располагался в центральной части Орловской области, в лесостепной зоне, в пределах центральной части Среднерусской возвышенности, на левом берегу реки Рыбница, на расстоянии примерно 7 километров (по прямой) к юго-востоку от села Лаврово.

### Климат
Климат умеренно континентальный, с умеренно холодной зимой и тёплым летом. Средняя многолетняя температура самого холодного месяца (января) составляет −9,2 °C (абсолютный минимум — −39 °C), средняя температура самого тёплого (июля) — 18,8 °C (абсолютный максимум — 38 °C). Безморозный период длится около 140—150 дней. Среднегодовое количество осадков составляет 515 мм, из которых большая часть (360 мм) выпадает в тёплый период. Устойчивый снежный покров сохраняется в течение 120 −130 дней.

## История
Постановлением Орловского областного совета народных депутатов от 16 июля 1999 года № 15/277-ОС посёлок Кубань исключён из учётных данных.